# Kościół Najświętszej Maryi Panny Wniebowziętej – Gwiazda Morza w Sopocie
Kościół Najświętszej Maryi Panny Wniebowziętej – Gwiazda Morza w Sopocie – rzymskokatolicki kościół parafialny, znajdujący się przy ulicy Kościuszki w Sopocie, w województwie pomorskim. Należy do dekanatu Sopot w archidiecezji gdańskiej.

## Historia
Kościół został wzniesiony w grudniu 1902 roku przez sopockich katolików jako „Dom Stowarzyszeń Katolickich”. Pierwotnym jego przeznaczeniem miał być prowizoryczny kościół, natomiast właściwy miał być wybudowany w późniejszych latach. Projekt ten jednak nie został nigdy zrealizowany. W dniu 21 grudnia 1902 budowla została poświęcona i otrzymała wezwanie Najświętszej Maryi Panny Wniebowziętej – Gwiazda Morza. W tym samym roku zostały sprowadzone trzy dzwony odlane w Apoldzie oraz ołtarze z Monachium. W 1903 roku firma Wilhelm Sauer z Frankfurtu na Odrą zbudowała organy dla kościoła. W archiwum firmy organy widnieją pod numerem 880. W 1925 roku do kościoła została dobudowana kaplica chrzcielna, a w 1931 roku wieża została podwyższona o 2 metry.

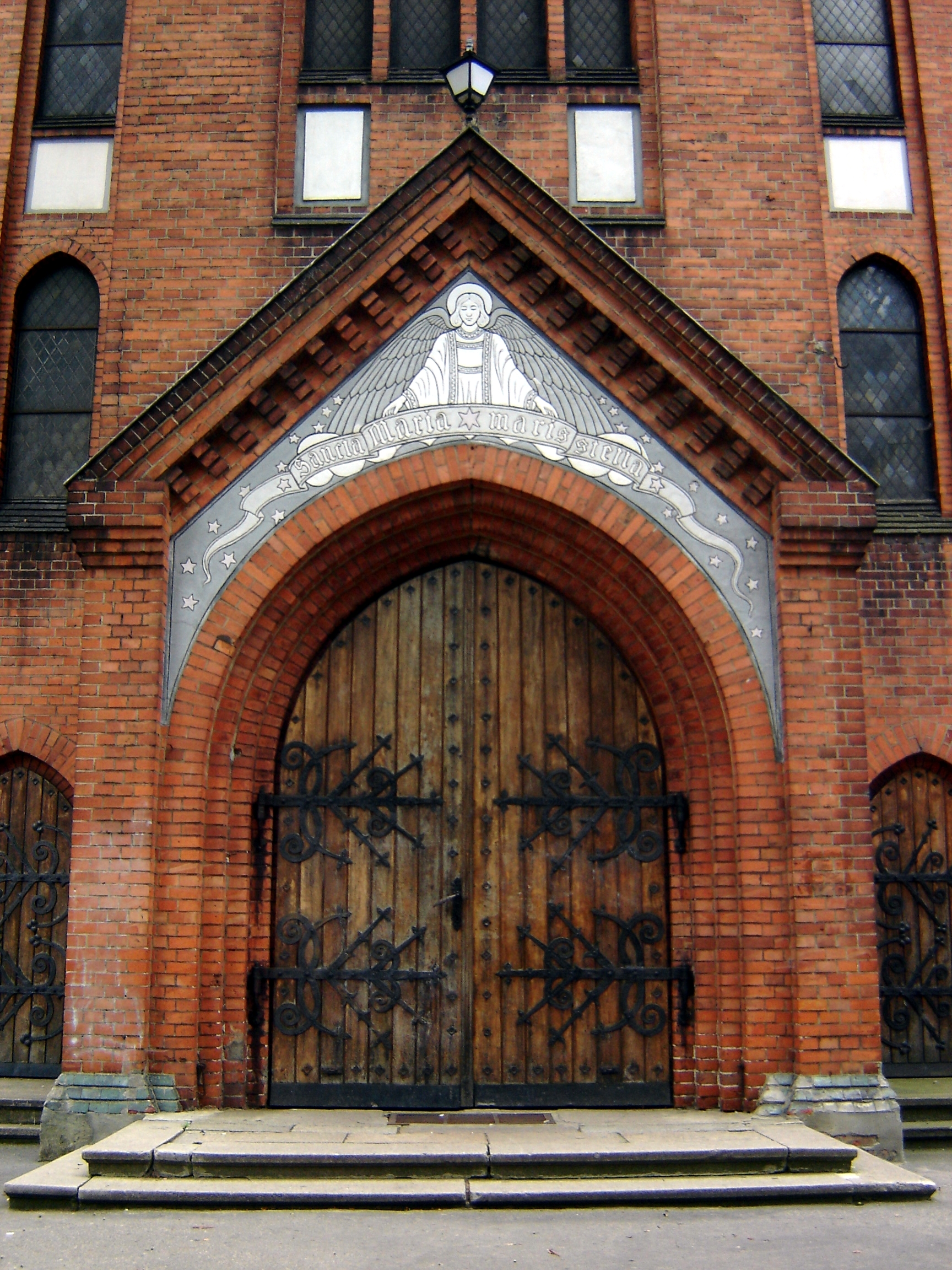
Wejście do świątyni

Jest to kościół murowany wzniesiony w stylu neogotyckim, posiada drewniany strop oraz nowoczesny wystrój prezbiterium wykonany w 1966 roku.
Jednym z najważniejszych wydarzeń w życiu kościoła parafialnego, były dwie wizyty kardynała Stefana Wyszyńskiego – Prymasa Tysiąclecia. Pierwsza 10 czerwca 1952 i sprawowana przez niego msza podczas której udzielił sakramentu bierzmowania, jak i druga 5 stycznia 1958 w trakcie której odprawił nabożeństwo dla młodzieży i wygłosił okolicznościowe kazanie.
Od 1 października 2018 kościół był poddawany renowacji i z tego powodu był zamknięty i z tego powodu był zamknięty do 21 grudnia 2019. Wszystkie nabożeństwa sprawowane były w kaplicy (tj. kościele filialnym) św. Wojciecha w Sopocie przy ul. Chopina 16 A – która to kaplica została rozebrana na początku marca 2021.